# Coelioxys kasachstana
Coelioxys kasachstana är en biart som beskrevs av Warncke 1992. Coelioxys kasachstana ingår i släktet kägelbin, och familjen buksamlarbin. Inga underarter finns listade i Catalogue of Life.